# إيل دونكان
إيل دونكان (بالإنجليزية: Elle Duncan)‏ هي صحفية أمريكية، ولدت في 1983 في أتلانتا في الولايات المتحدة.

## وصلات خارجية
- إيل دونكان على موقع IMDb (الإنجليزية)
- إيل دونكان على موقع قاعدة بيانات الفيلم (الإنجليزية)